# Dasineura erodiicola
Dasineura erodiicola är en tvåvingeart som beskrevs av Sylven 1993. Dasineura erodiicola ingår i släktet Dasineura och familjen gallmyggor.
Artens utbredningsområde är Portugal. Inga underarter finns listade i Catalogue of Life.